# ククレカレー
ククレカレーは、ハウス食品が製造・販売するレトルトカレーの商品名。

## 語源
ククレカレーの「ククレ」は、「調理いらず」を意味する英語の「クックレス（Cookless）」が語源となっている。この命名にあたりハウス食品は約1,200個にも及ぶ名前の案を出しその中から選んだという。1970年8月に発売され、製造子会社サンハウス食品の第1号製品となったククレシチューで初めて「ククレ」が使われている。「ククレ」は日本においてはハウス食品の登録商標（第1769545号ほか）である。なお、語源の「Cookless」や「ククレス」でも日本で商標登録がされている（第4968179号ほか）。

## 歴史
1971年発売開始。新発売当初のテレビCMには和田アキ子が起用された。だが既に大塚食品のボンカレーが3年前の1968年に発売されていたこともあり、当初はなかなか市場に定着せず苦戦を強いられていた。その後、販売戦略の転換により、思い切ったイメージチェンジが実施され、甘口を赤、辛口を黄色い商品パッケージに変え、さらにキャンディーズの出演した「おせちもいいけどカレーもね!」というセリフのCMが年末年始に流れ話題を集め、年末年始の買い置き需要を高める効果を呼んだ。
2008年11月以降の商品より、おいしさをそのまま維持しながら原料に含まれる脂肪分をカットした「ヘルシーブレンド製法」が導入された。
2015年8月以降の商品より、大塚食品のボンカレーゴールドなどで行っている、箱ごと電子レンジで調理できる形に対応したパッケージにリニューアルした。

## 商品ラインナップ
- ククレカレー（甘口、中辛、辛口）
- ククレベジタブルカレー（中辛）
- 大盛りククレカレー（中辛、大辛） - コンビニエンスストアのみの販売

## CM出演者
- 和田アキ子
- 佐久間真由美
- キャンディーズ
- 大場久美子
- 具志堅用高
- 太川陽介
- 坂本九（CMソングのみ、曲は「ステキなタイミング」の替え歌。）
- 近藤真彦
- 高嶋政伸
- ケイン・コスギ
- B.B.WAVES
- えなりかずき
- 酒井真紀